# Списък на реките в Небраска
Списъкът на реките в Небраска включва основните реки, които текат в щата Небраска, Съединените американски щати.
Територията на щата попада изцяло в басейна на река Мисури, който е част от големия водосборен басейн на река Мисисипи. Най-големите реки в щата са Плейт и Ниобрара.

## По речни системи
- Мисури
  - Плейт
    - Елкхорн
      - Логан Крийк

    - Шел Крийк
    - Луп Ривър
      - Бийвър Крийк
      - Норд Луп
        - Каламъс

      - Мидъл Луп
        - Дисмал Ривър

      - Саут Луп

    - Ууд Ривър
    - Саут Плейт
      - Лоджпоул Крийк

    - Норд Плейт

  - Ниобрара
    - Кея Паха

  - Уайт Ривър
  - Канзас (Канзас)
    - Биг Блу Ривър
      - Литъл Блу Ривър

    - Рипъбликън
      - Сапа Крийк
        - Бийвър Крийк

      - Медисин Крийк
      - Френчмън Крийк

## По азбучен ред
- Биг Блу Ривър
- Бийвър Крийк (Луп Ривър)
- Дисмал Ривър
- Елкхорн
- Каламъс
- Кея Паха
- Литъл Блу Ривър
- Лоджпоул Крийк
- Логан Крийк
- Луп Ривър
- Медисин Крийк
- Мидъл Луп
- Мисури
- Ниобрара
- Норд Луп
- Норд Плейт
- Плейт
- Рипъбликън
- Сапа Крийк
- Саут Луп
- Саут Плейт
- Уайт Ривър
- Ууд Ривър
- Френчмън Крийк
- Шел Крийк